# Tony Bennett
Anthony Dominick Benedetto (New York, 3. kolovoza 1926. – New York, 21. srpnja 2023.) bio je američki pjevač popularne glazbe i jazza, zabavljač i slikar. Međunarodnu je popularnost postigao pjesmom "I Left My Heart in San Francisco". Prodavši više od 50 milijuna albuma i kao dobitnik 18 Grammyja, jedan je od najpoznatijih američkih umjetnika.

## Nagrade i priznanja

### Grammy
- 1962. – nagrada za album godine (I Left My Heart in San Francisco, Columbia-Single)
- 1962. – nagrada za najbolju mušku pjevačku izvedbu (I Left My Heart in San Francisco, Columbia-Single)
- 1992. – nagrada za najbolji tradicionalni vokalni pop-album (Perfectly Frank, Columbia)
- 1993. – nagrada za najbolji tradicionalni vokalni pop-album (Steppin' Out, Columbia)
- 1994. – nagrada za album godine (MTV Unplugged: Tony Bennett, Columbia)
- 1994. – nagrada za najbolji tradicionalni vokalni pop-album (MTV Unplugged: Tony Bennett, Columbia)
- 1996. – nagrada za najbolji tradicionalni vokalni pop-album (Here's to the Ladies, Columbia)
- 1997. – nagrada za najbolji tradicionalni vokalni pop-album (Tony Bennett on Holiday, Columbia)
- 1999. – nagrada za najbolji tradicionalni vokalni pop-album (Bennett Sings Ellington – Hot and Cool, Columbia)
- 2000. – nagrada za životno djelo (engl. Lifetime Achievement Award)
- 2001. – nagrada za najbolji tradicionalni vokalni pop-album (Playing with My Friends – Bennett Sings the Blues, Columbia)
- 2003. – nagrada za najbolji tradicionalni vokalni pop-album (A Wonderful World, Columbia; s k. d. lang)
- 2005. – nagrada za najbolji tradicionalni vokalni pop-album (The Art of Romance, Columbia)
- 2006. – nagrada za najbolji pop-duet (For Once in My Life, Columbia; sa Steviem Wonderom)
- 2006. – nagrada za najbolji tradicionalni vokalni pop-album (Duets – An American Classic, Columbia)
- 2011. – nagrada za najbolju izvedbu pop-glazbe u duetu/grupi (Body and Soul, s Amy Winehouse)
- 2011. – nagrada za najbolji vokalni album – tradicionalni pop (Duets II, s raznim izvođačima)
- 2015. – nagrada za najbolji tradicionalni vokalni pop-album (Cheek to Cheek, s Lady Gagom)

## Diskografija

### Originalni studijski albumi

#### LP-albumi
- Because of You (10-Zoll-LP, Columbia, 1952.)
- Cloud 7 (Columbia, 1955.)
- The Beat of My Heart (Columbia, 1957.)
- Long Ago and Far Away (Columbia, 1958.)
- Basie Swings, Bennett Sings (s Countom Basiem, Columbia, 1958.)
- In Person! With Count Basie (Columbia, 1959.)
- Blue Velvet (Columbia, 1959.)
- Hometown, My Town (Columbia, 1959.)
- To My Wonderful One (Columbia, 1960.)
- Alone Together (Columbia, 1960.)
- A String of Harold Arlen (Columbia, 1961.)
- Tony Sings for Two (Columbia, 1961.)
- My Heart Sings (Columbia, 1961.)
- Mr Broadway: Tony's Greatest Broadway Hits (Columbia, 1962.)
- I Left My Heart in San Francisco (Columbia, 1962.)
- I Wanna Be Around (Columbia, 1963.)
- This Is All I Ask (Columbia, 1963.)
- The Many Moods of Tony (Columbia, 1964.)
- When Lights Are Low (Columbia, 1964.)
- Who Can I Turn To (Columbia, 1964.)
- If I Ruled the World - Songs from the Jet Set (Columbia, 1965.)
- The Movie Song Album (Columbia, 1966.)
- A Time for Love (Columbia, 1966.)
- Tony Makes It Happen (Columbia, 1967.)
- For Once in My Life (Columbia, 1967.)
- Yesterday I Heard the Rain (Columbia, 1968.)
- Snowfall - The Tony Bennett Christmas Album (Columbia, 1968.)
- I've Gotta Be Me (Columbia, 1969.)
- Something (Columbia, 1969.)
- Tony Sings the Great Hits of Today (Columbia, 1969.)
- Tony Bennett Sings the All Time Hall of Fame Hits (Columbia, 1970.)
- Love Story (Columbia, 1971.)
- The Very Thought of You (Columbia, 1971.)
- Summer Of '42 (Columbia, 1972.)
- With Love (Columbia, 1972.)
- The Good Things In Life (MGM Records, 1972.)
- Listen Easy (MGM Records, 1973.)
- Tony! (Columbia, 1973.)
- Sunrise, Sunset (Columbia, 1973.)
- Tony Bennett Sings 10 Rodgers and Hart Songs (Improv, 1973.)
- Tony Bennett Sings More Great Rodgers and Hart (Improv, 1973.)
- Life Is Beautiful (Improv, 1975.)
- The Tony Bennett/Bill Evans Album (Fantasy, 1975.)
- Tony Bennett and Bill Evans – Together Again (Improv, 1977.)
- The Special Magic of Tony Bennett (Improv, 1979.)
- The Art of Excellence (Columbia, 1986.)
- Jazz (Columbia, 1987.)
- Bennett/Berlin (Columbia, 1987.)
- Astoria - Portrait of the Artist (Columbia, 1990.)

#### CD-albumi
- Perfectly Frank (Columbia, 1992.)
- Steppin' Out (Columbia, 1993.)
- Here's to the Ladies (Columbia, 1995.)
- Tony Bennett on Holiday: A Tribute to Billie Holiday (Columbia, 1997.)
- The Playground (Columbia, 1998.)
- Bennett Sings Ellington - Hot and Cool (Columbia, 1999.)
- Playing with My Friends - Bennett Sings the Blues (Columbia, 2001.)
- A Wonderful World (s k. d. lang, Columbia, 2002.)
- The Art of Romance (Columbia, 2004.)
- Duets - An American Classic (Columbia, 2006.)
- A Swingin' Christmas (s orkestrom Counta Basiea, Columbia, 2008.)
- Duets II (Columbia, 2011.)
- Viva Duets (Columbia, 2012.)
- Cheek to Cheek – Tony Bennett & Lady Gaga (Columbia, 2014.)

### Live-albumi

#### LP-albumi
- Tony Bennett at Carnegie Hall (Columbia, 1962.)
- Get Happy (Live with the London Philharmonic Orchestra) (Columbia, 1972.)
- Tony Bennett with the McPartlands and Friends Make Magnificent Music (Improv, 1977.)
- Tony Bennett/Dave Brubeck: The White House Sessions Live 1962 (Columbia/RPM/Legacy, ed. 2013.)

#### CD-albumi
- MTV Unplugged (Columbia, 1994.)
- MTV Unplugged (2-CD-Box, 2007.)

#### DVD-albumi
- MTV Unplugged – The Video (1994.)
- Live By Request – An All-Star Tribute (2001.)
- Tony Bennett's Wonderful World – Live in San Francisco (2002.)

### Sampler (izbor)

#### LP-albumi
- A String of Hits 1 (Tony's Greatest Hits) (Columbia, 1958.)
- A String of Hits 2 (More Of Tony's Greatest Hits) (Columbia, 1960.)
- Tony Bennett's Greatest Hits 3 (Columbia, 1965.)
- Tony Bennett's Greatest Hits 4 (Columbia, 1969.)
- Tony Bennett's All-Time Greatest Hits (Columbia, 1972.)
- Let's Fall in Love with the Songs of Harold Arlen and Cy Coleman (Columbia, 1975.)

#### CD-albumi
- Forty Years - The Artistry of Tony Bennett (Columbia, 1991.)
- 16 Most Requested Songs (Columbia, 1991.)
- The Essence of Tony Bennett (Columbia, 1993.)
- The Ultimate Tony Bennett (Columbia, 2000.)
- The Essential Tony Bennett (2-CD-Set, Columbia, 2002.; 3-CD-Set reizdanje 2008.)
- Tony Bennett's Greatest Hits of the '50s (Columbia, 2006.)
- Tony Bennett's Greatest Hits of the '60s (Columbia, 2006.)
- The Classics (Columbia, 2014.)

### Posebna izdanja
- Fifty Years–The Art of the Singer (5-CD-Box, Columbia, 2004)
- Tony Bennett–The Complete Collection (73-CD/3-DVD-Box, Columbia, 2011)

## Filmovi
- 1959. – Make Room for Daddy (TV)
- 1963. – 77 Sunset Strip (TV)
- 1966. – The Oscar (Embassy/Paramount)
- 2003. – Bruce Almighty
- The Music Never Ends (dokumentarac, redatelj: Bruce Ricker)
- 2008. – Superhero Movie
- 2011. – Blue Bloods (TV)
- Entourage
- 2014. – Muppets Most Wanted

## Vanjske poveznice

### Sestrinski projekti
|  | Zajednički poslužitelj ima još gradiva o temi Tony Bennett |

### Mrežna sjedišta
- Tony Bennett – službene stranice (engl.)
- Allmusic.com – Tony Bennett (engl.)
- Discogs.com – Tony Bennett (engl.)
- IMDb: Tony Bennett (engl.)